# Oradour (Cantal)
Oradour korábbi község (település) Franciaországban, Cantal megyében. 2017. január 1-jén Neuvéglise, Lavastrie és Sériers községgel egyesült és Neussargues en Pinatelle új község része lett.
Lakosainak száma 243 fő (2018. január 1.). Oradour Cézens, Cussac, Espinasse, Gourdièges, Neuvéglise és Sainte-Marie községekkel határos.

## Népesség
A település népességének változása:
| Lakosok száma | 481  | 434  | 342  | 302  | 299  | 274  | 254  | 243  | 243  | 243  |
|               | 1968 | 1975 | 1982 | 1990 | 1999 | 2011 | 2013 | 2015 | 2017 | 2018 |